# Palau de l'Elisi
El palau de l'Elisi (palais de l'Élysée) és la seu de la presidència de la República francesa i la residència oficial del president de la República des de la II República (1848 a 1851). És situat al núm. 55 del carrer Faubourg-Saint-Honoré a París, al 8è districte.

## Història
Entre el carrer del Faubourg-Saint-Honoré, aleshores una simple calçada que duia al poble de Roule, i el Grand Cours (Champs-Élysées), l'arquitecte Armand-Claude Mollet posseïa un terreny que va vendre el 1718 a Louis Henri de La Tour d'Auvergne, comte d'Évreux. El contracte de venda preveia que Armand-Claude Mollet estaria encarregat de construir-hi un hotel, destinat a la residència del comte d'Évreux.
Edificat i condecorat entre 1718 i 1722, l'hotel va ser condicionat segons els principis d'arquitectura de moda en aquell temps. Resta com un dels millors exemples del model clàssic. L'ordenament dels llocs permetrà totes les adaptacions desitjades pels propietaris successius. La decoració dels salons de recepció, tot i que modificat en el transcurs dels segles, ha conservat l'essència del seu aspecte d'origen. A la seva mort el 1753, el comte d'Évreux deixarà un hotel admirat per tots els seus contemporanis. El rei Lluís XV va comprar l'hotel per fer-ne la residència parisenca de la marquesa de Pompadour, una de les seves favorites. Després de la mort d'aquesta, l'hotel esdevingué propietat de la princesa Bathilde d'Orléans, nora del príncep de Condé, que el va ocupar. El 1773, Nicolas Beaujon va comprar l'hotel, que va conservar fins a l'agost de 1786, data en què el va vendre en renda vitalícia a Lluís XVI. Va fer transformar l'hotel per l'arquitecte Étienne-Louis Boullée. Va fer sobretot perllongar l'ala dels Petits Appartements cap als Champs-Élysées i condicionar una galeria per exposar la seva magnífica col·lecció de quadres, entre els quals La Bohémienne de Frans Hals i Les Ambassadeurs de Hans Holbein el Jove. Va fer igualment reorganitzar el parc a l'anglesa.

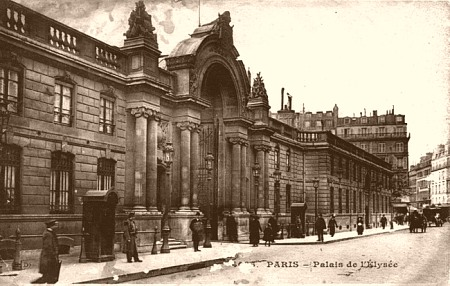
Façana de l'Élysée cap a l'any 1900

 Al final del segle xviii, l'hotel va prendre el nom de palau d'Élysée en referència al passeig molt proper (avinguda dels Camps Elisis).
És sota el regnat de Napoleó Bonaparte que la seva història va estar vinculada a la història de França. El 1816, l'Élysée va entrar definitivament a formar part dels béns nacionals.
Durant el govern provisional de la II República, el palau va prendre el nom de «Élysée nacional», i l'Assemblea nacional el va assignar per decret com a residència del president de la República.
El 1853, Napoleó III va determinar la renovació completa del palau per un nou arquitecte, Joseph-Eugène Lacroix. Les estructures actuals del palau provenen d'aquesta època, i el conjunt d'aquests treballs, que es van acabar el 1867, constitueixen els darrers grans arranjaments.
Des de 1873, l'Élysée ha estat la residència oficial del president de la República.
Àmpliament transformat en el transcurs dels segles, el palau de l'Élysée guarda tanmateix una certa coherència arquitectònica.
Al començament de la presidència de Charles de Gaulle, aquest darrer troba el palau poc adaptat a la funció, la transferència de la Presidència cap a un altre lloc va ser estudiada, més particularment cap als Invàlids o el castell de Vincennes per disposar de més espai, garantir millor la seguretat i poder accedir-hi amb helicòpter. Aquest projecte no va tenir continuació.

## Arquitectura interior

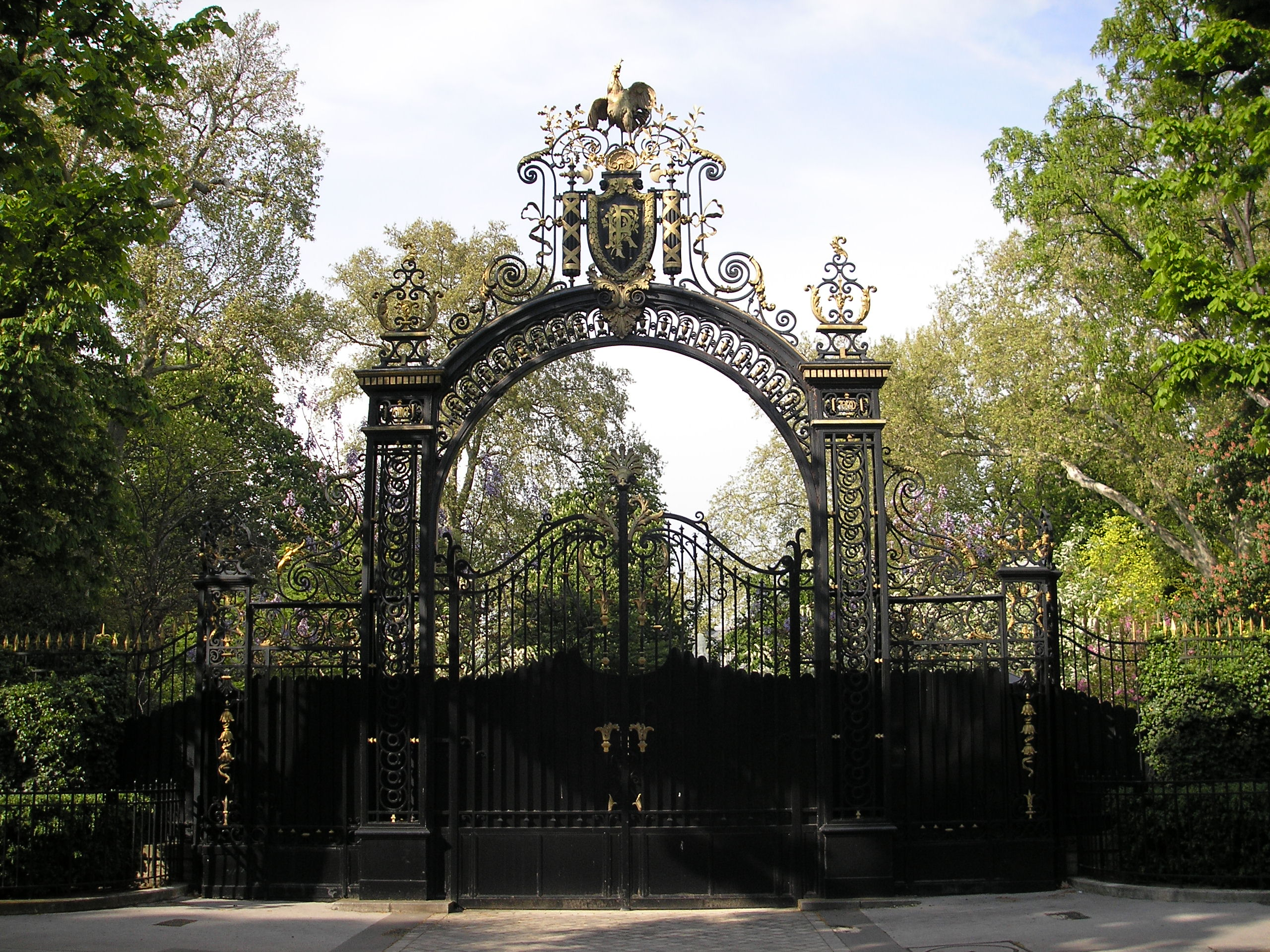
Entrada al jardí pel darrere del Palau

La planta baixa és perfectament descrita a la web de l'Élysée Arxivat 2008-11-19 a Wayback Machine.. Comprèn sobretot el saló Murat, on es manté el Consell de ministres, la sala de Festes i el saló Napoleó III, on tenen lloc els sopars d'Estat, el saló de les Ajudes de camp i el saló dels Retrats.
Per l'escala d'honor, s'arriba al primer pis on, per un vestíbul on es troben els retrats dels antics Presidents de la V República, s'accedeix:
- al despatx del cap de l'Estat,
- al del secretari general de l'Élysée,
- al del director de gabinet (excepte sota la presidència de Valéry Giscard d'Estaing que l'havia ocupat ell mateix, trobant-ho més agradable, i sota Nicolas Sarkozy, utilitzat pel seu conseller especial Henri Guaino),
- a la sala de reunió utilitzada pel President de la República (antic despatx del conseller especial Jacques Attali del temps de François Mitterrand) i passatge obligat dels visitants del cap de l'Estat),
- a l'avantcambra del director de gabinet (antiga cambra de bany d'Eugénie de Montijo, futura esposa de Napoleó III sota el nom d'emperadriu Eugénie),
- a les secretaries del president, del secretari general i del director de gabinet.

A les dues ales que envolten el tribunal d'honor del palau, se situen els despatxos dels principals col·laboradors del President. Altres, sobretot l'estat major particular, són instal·lats en diferents immobles que posseeix la presidència de la República al carrer de l'Élysée, on es troben igualment la llar d'infants (a la disposició dels fills dels col·laboradors), i la cantina.

## El Palau de l'Elisi en xifres
- Superfície explotada: 11179 m² (dels que 300 m² són apartaments privats).
- Superfície del parc: 1,5 hectàrees (plantada amb 40 espècies diferents).
- Nombre de cambres: 365 (de les que 90 són al subsòl).
- Nombre de treballadors: 1000.

## Presidència de la República a l'Elisi
La presidència de la República, és a dir el conjunt dels col·laboradors del president de la República és sovint designat per «L'Élysée». La plana web del president és www.elysee.fr (vegeu enllaços externs).